# Marie Louise Berneri
Marie Louise Berneri (Arezzo, Italia, 1 de marzo de 1918-Londres, 13 de abril de 1949) fue una escritora y propagandista anarquista. Hija mayor de Camillo Berneri y de Giovannina Caleffi, y pareja de Vernon Richards. Vivió la mayor parte de su vida en su país de adopción, Inglaterra, frecuentando los medios libertarios londinenses. 

## Juventud
Nació en Arezzo, Italia, el 1 de marzo de 1918 llamándose María Luisa. Su padre fue una figura muy popular y controvertida, a la vez, en el movimiento anarquista italiano, y él y su familia marcharon al exilio hacia Francia en 1926 por su oposición a Mussolini. Maria Luisa Berneri tomó la versión francesa de su nombre, Marie Louise, y estudió y se graduó en psicología en la Sorbona a mediados de la década de los 30. Rápidamente se involucra en el movimiento anarquista y edita un fugaz periódico Revisión, con Luis Mercier-Vega.

## Actividades políticas
Con el estallido de la guerra civil española, su padre marcha a España, y allí luchó en el frente de Aragón, se trasladó a Barcelona y editó el prestigioso periódico revolucionario anarquista en lengua italiana "Guerra di classe". En 1936, aún en París, Marie Louise ayudó a Vernon Richards a conseguir fondos para publicar "Spain and the World" orientada hacia la solidaridad con los cenetistas españoles.
Marie fue dos veces a Barcelona, la segunda vez tras el asesinato de su padre a manos de los comunistas en mayo de 1937. Hundida, se trasladó a Inglaterra donde se une a Vernon Richards. En Inglaterra Berneri trabajó en proyectos como "Revolt!" (el sucesor de "Spain and the World") en 1939, y formó parte del pequeño grupo que inició "War Commentary" (1939). Junto con su compañero sentimental, personajes como George Woodcock, Herbert Read y otros intelectuales fue activa en la producción del periódico inglés anarquista Freedom en los años cuarenta. Este grupo sobresalió por su intenso activismo en defensa de las libertades civiles.
Sus amplios conocimientos y contactos en el movimiento internacional le dieron gran autoridad entre los anarquistas, pero sus principios libertarios y modestia personal evitaron que hiciera un mal uso de ésta. En abril de 1945 fue una de los cuatro editores de "War Commentary" que fueron juzgados por instigación a la rebelión, pero ella quedó absuelta por un tecnicismo legal y cuando sus tres compañeros fueron encarcelados asumió la responsabilidad de mantener el periódico durante el período de posguerra. Asistió a la primera conferencia anarquista internacional de la posguerra en París, en 1948, como miembro de la delegación inglesa. Su madre y su hermana Giliane Berneri también asistieron como miembros de las delegaciones italiana y francesa respectivamente.
Marie Louise murió junto con su bebé durante el parto por una infección vírica el 13 de abril de 1949, a la edad de 31 años. George Woodcock e Ivan Avacumovic dedicaron su biografía sobre Piotr Kropotkin, "El príncipe anarquista" (1950), a Marie Louise Berneri, "una verdadera discípula de Kropotkin."

## Publicaciones
Tras su muerte, varios de sus trabajos fueron publicados por Freedom Press. Entre ellos destacan "Ni el este ni el oeste" una antología de sus artículos publicados desde 1939 a 1948, y "Futuro: viaje a través de utopía", donde María Luisa efectúa un análisis crítico de todas las propuestas utópicas desde el anarquismo y propone una utopía abierta, creadora, desconfiada de los modelos cerrados y opresores.
Sobre "Viaje a través a de utopía" escribe el filósofo inconformista norteamericano Lewis Mumford, en el prólogo: 

Como antiguo investigador de utopías siento especial predilección por esta obra, pues es el más comprensivo y penetrante estudio de esta tierra ideal del que tengo conocimiento, en cualquier idioma. Aunque, felizmente, de dimensiones modestas, esta obra es de alcance superior a mi propio libro y al de Hertzler. Utopía misma tiene casi tantos círculos como el Cielo y el Infierno que Dante recorrió bajo la guía de Virgilio. y Mª Luisa Berneri es la mejor guía para penetrar en este supermundo; no temamos que sus pobladores hablen su propio lenguaje o que el lector extraiga sus propias conclusiones. A fin de cuentas Mª Luisa Berneri señala, es menos una guía de lo que podía ser deseable en el futuro que un catálogo de las instituciones y métodos que debemos guardarnos de adoptar como `ideales´[…]